# Saint-Lyphard
Saint-Lyphard (bret. Sant-Lefer) – miejscowość i gmina we Francji, w regionie Kraj Loary, w departamencie Loara Atlantycka.
Według danych na rok 2010 gminę zamieszkiwało 4326 osób, a gęstość zaludnienia wynosiła 175 osób/km².